# Xã White Oak, Michigan
Xã White Oak (tiếng Anh: White Oak Township) là một xã thuộc quận Ingham, tiểu bang Michigan, Hoa Kỳ. Năm 2010, dân số của xã này là 1.173 người.